# 42e régiment d’infanterie

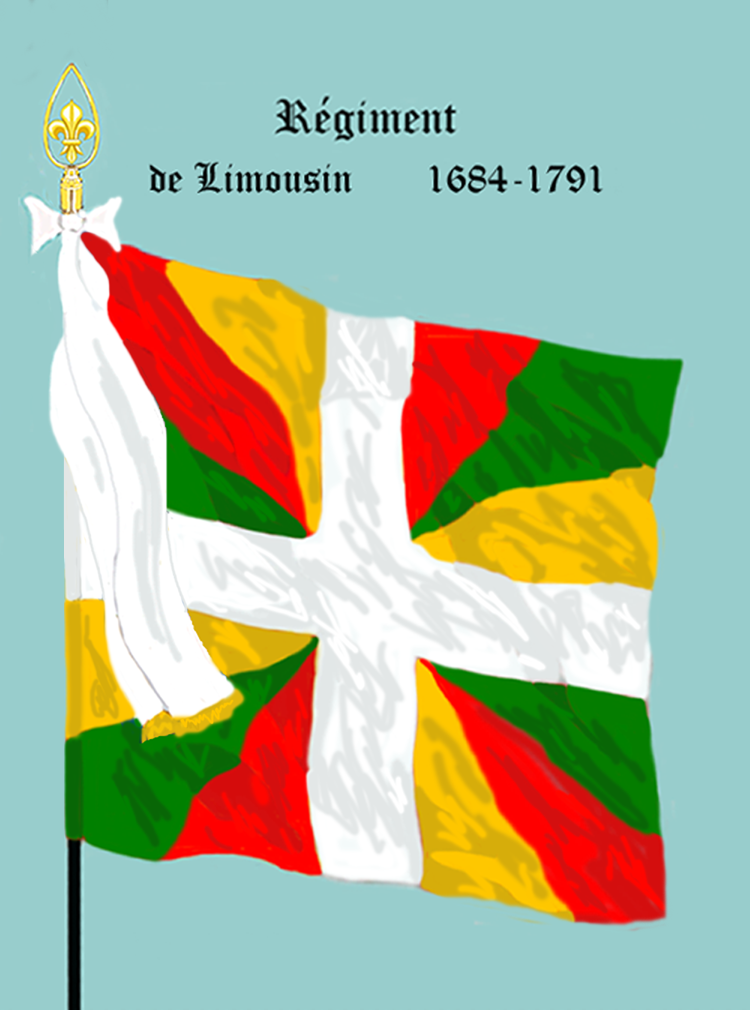
Bis 1791 wurde immer nur diese Fahne verwendet

Das 42e régiment d’infanterie; 42e RI war ein Verband der französischen Infanterie. In der Zeit seines Bestehens hatte sich das Regiment in allen Kriegen Frankreichs ausgezeichnet. Es existiert heute nicht mehr.
Vor der Einführung der Nummerierung der Regimenter am 1. Januar 1791 führte es in der königlich französischen Armee zuletzt den Namen Régiment de Limousin.

## Aufstellung und signifikante Änderungen
Das Regiment, das bis 1684 den Namen des jeweiligen Regimentsinhabers trug, wurde vom Marquis de Calvisson wahrscheinlich aus einem Regiment Fußsoldaten gebildet, das er 1622 angeworben hatte.
- 20. März 1635: Aufstellung als Régiment de Calvisson
- 1638: Umbenennung in Régiment de Montpezat
- 1684 : Umbenennung in Régiment de Limousin, (nach der gleichnamigen Provinz)
- 1. Januar 1791: Umbenennung in 42e régiment d’infanterie de ligne

- 1793: Erste Heeresreform Das Regiment wurde als 1er bataillon „ex Limousin“ zur 83e demi-brigade de bataille und als 2e bataillon „ex Limousin“ zur 84e demi-brigade de bataille abgestellt. Damit endet der zunächst der Regimentsverband und auch die Traditionslinie

- 1803: Umbenennung der „42e demi-brigade d’infanterie de ligne“[2] in 42e régiment d'infanterie de ligne (de facto Weiterführung der Regimentstradition)

- 1815: Nach der Restauration Umbenennung in 15e Légion – Charente
- 1821: Umbenennung in 42e régiment d’infanterie de ligne
- 1882: Umbenennung in 42e régiment d’infanterie
- 1914: Bei der Mobilmachung stellte es ein Reserveregiment, das „242e régiment d'infanterie“ auf
- 1923: Auflösung, (Traditionsverband wurde das 35e régiment d’infanterie)
- 1936: Wiederaufstellung als 42e régiment d’infanterie de forteresse (42. Festungsinfanterieregiment) in Neuf-Brisach
- 1940: Auflösung nach dem Waffenstillstand von Compiègne
- 1945: Wiederaufstellung als 42e régiment d'infanterie
- 1945: Auflösung
- 1952: Wiederaufstellung als 42e bataillon d'infanterie
- 1958: Umwandlung in 42e régiment d'infanterie mécanisée (42. mechanisiertes Infanterieregiment)
- 1991: Auflösung

## Uniformierung 1720 bis 1794

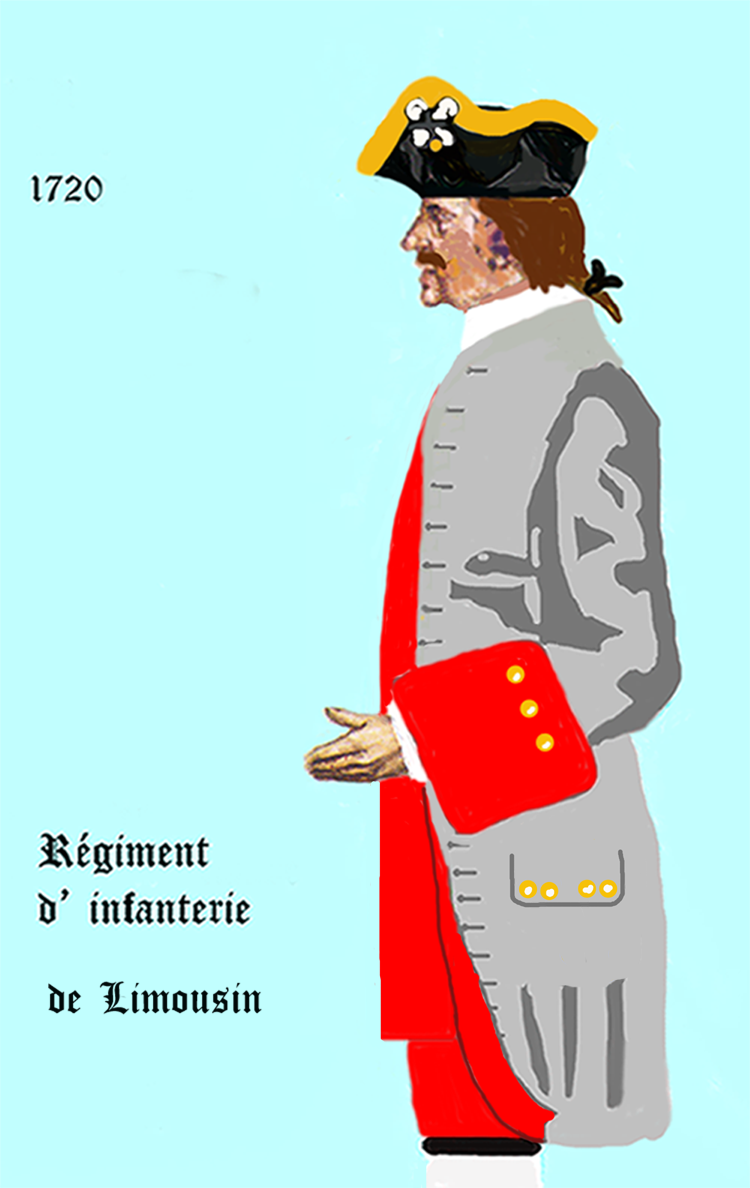
1720 bis 1734
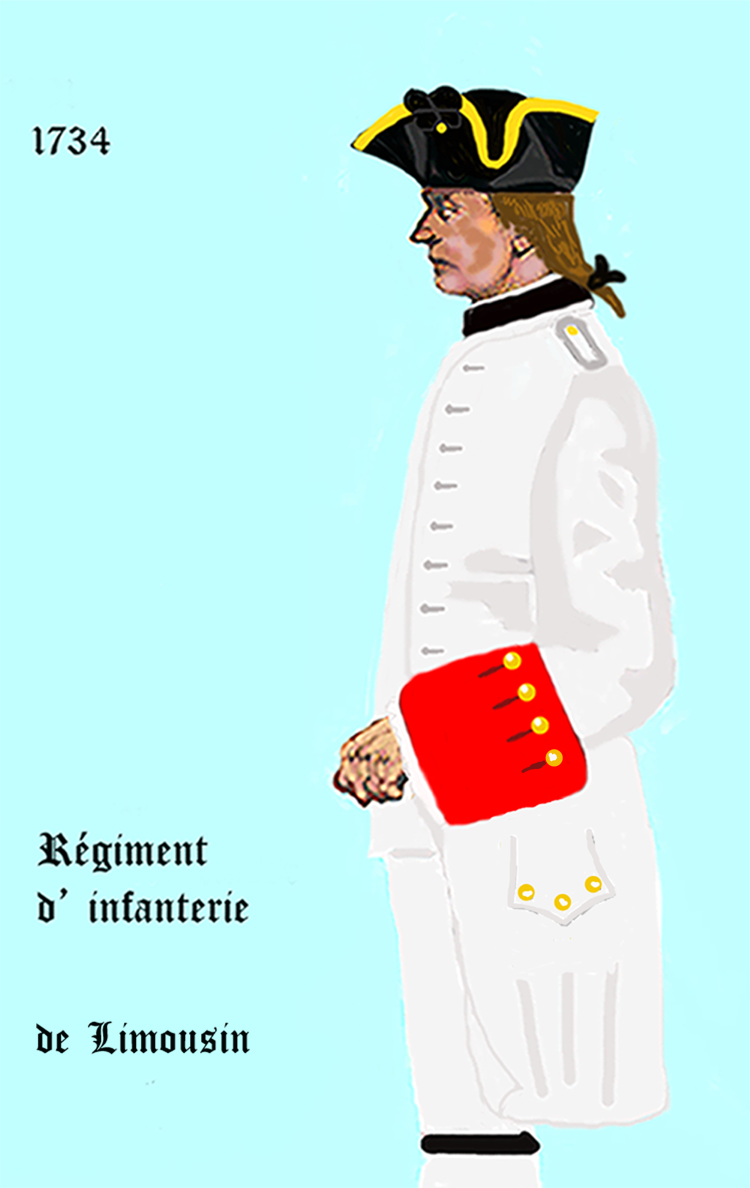
1734 bis 1762
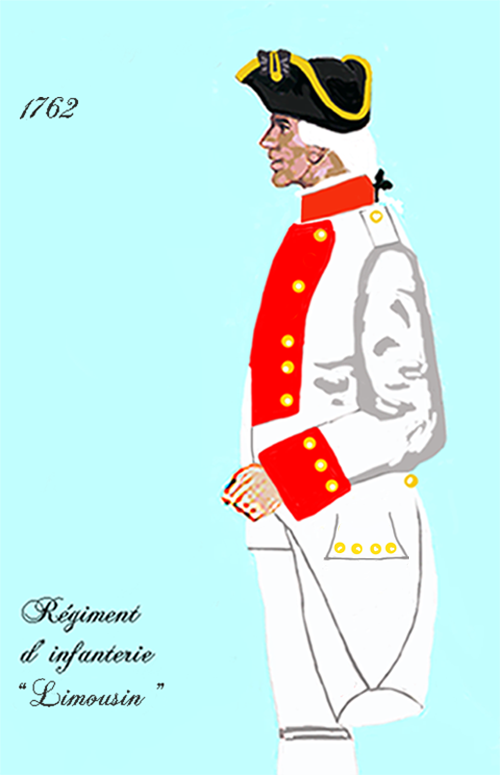
1762 bis 1774
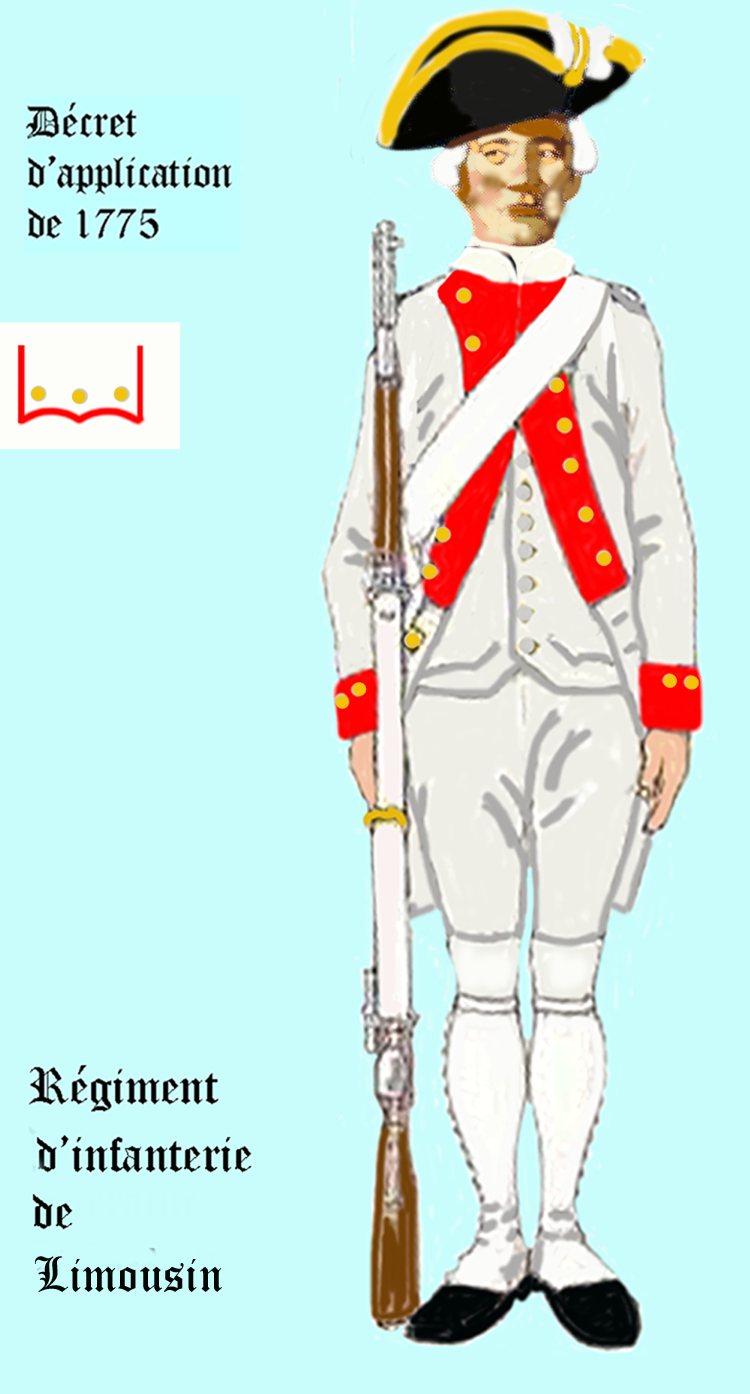
1775
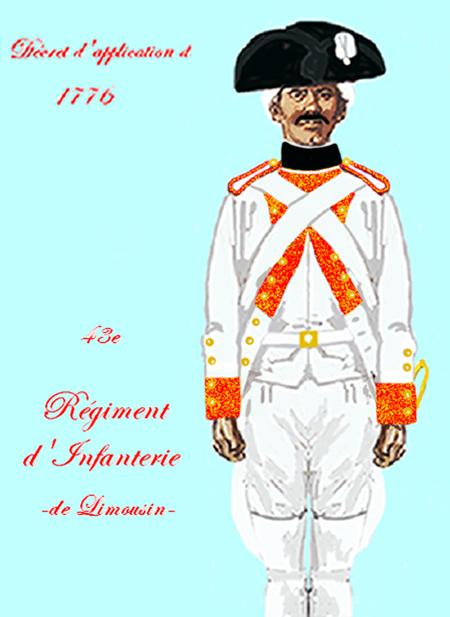
1776 bis 1779
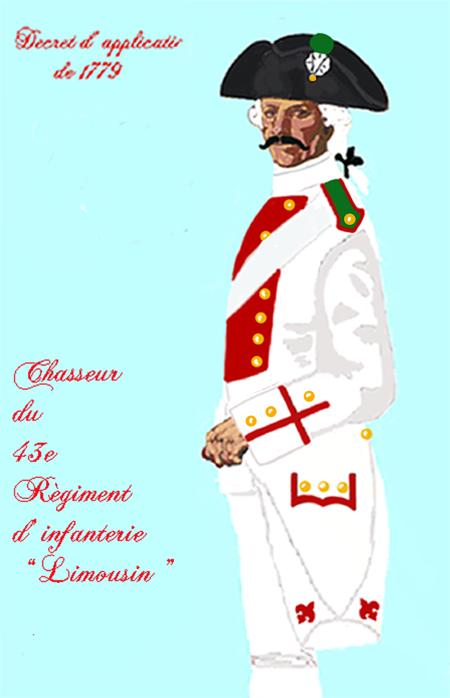
Régiment de Limousin 1779 bis 1791
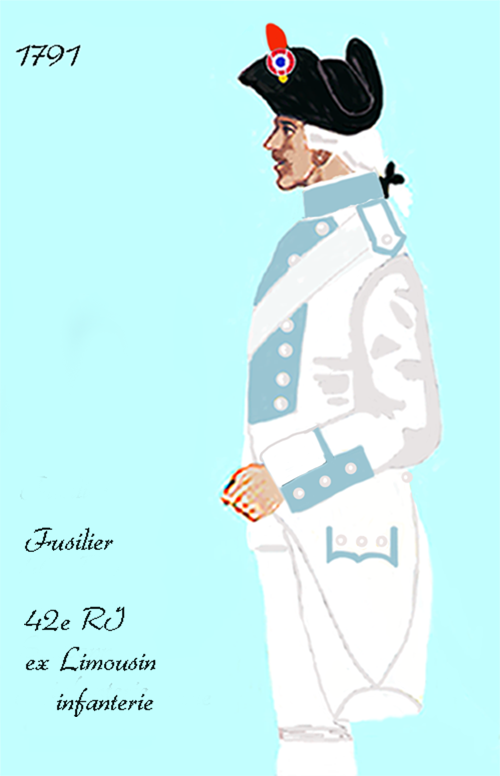
42e régiment d’infanterie de ligne 1791 bis 1794

## Mestres de camp/Colonels
Mestre de camp war von 1569 bis 1661 und von 1730 bis 1780 die Rangbezeichnung für den Regimentsinhaber und/oder für den mit der Führung des Regiments beauftragten Offizier. Die Bezeichnung „Colonel“ wurde von 1721 bis 1730, von 1791 bis 1793 und ab 1803 geführt.
Nach 1791 gab es keine Regimentsinhaber mehr.
Sollte es sich bei dem Mestre de camp/Colonel um eine Person des Hochadels handeln, die an der Führung des Regiments kein Interesse hatte (wie z. B. der König oder die Königin), so wurde das Kommando dem „Mestre de camp lieutenant“ (oder „Mestre de camp en second“) respektive dem „Colonel-lieutenant“ oder „Colonel en second“ überlassen.
| I. | II. | III. |
| --- | --- | --- |
| - 20. März 1635 : N. de Louet, marquis de Calvisson - 18. Oktober 1638 : Jean François de Tremollet de Buccelli, marquis de Montpezat - 26. April 1674 : Jean François de Tremollet de Bucelli, marquis de Monpezat, Sohn des vorhergehenden; † 23. März 1684 - 26. Mai 1684 : Louis de La Palud, comte de Meilly, 1693 comte de Bouligneux - Januar 1703 : N. du Bois, marquis de Givry - 8. April 1706 : Nicolas Léon Phelippes de La Houssaye - 10. März 1734 : Louis Jules Barbon Mancini Mazzarini, duc de Nivernais - 6. April 1744 : Anne Louis Alexandre de Montmorency, prince de Robecque - 10. Februar 1759 : Joseph Roger de Verdusant, marquis de Miran - 20. Februar 1761 : Louis Anne Alexandre de Montmorency, marquis de Morbecq - 30. Juni 1662: Louis de Tremolet de Robiac de Montpezat - 1. Dezember 1762 : Louis Étienne François, comte de Damas-Crux - 13. April 1780: Louis Gabriel Bruyères, vicomte de Chalabre - 12. März 1780: François Henri, comte de Virieu - 21. Oktober 1791: Joseph de Buonavita | - 23. November 1791: \|Jean-Christophe Louis Frédéric Ignace de Closen - 5. Februar 1792: François Charles de Maillard - 16. Oktober 1792: Guillaume Ayroles Desangles de Laissac (…) - 1807: Jean-Baptiste Espert de Latour - 1811: René Jean-Baptiste Rubillon - 1814: Joseph Hyacinthe Daries - 1815: René Jean-Baptiste Rubillon - 1830:Eugène Alexandre Husson - 1870 bis 1876: Colonel Comte - 1876 bis 1880: Colonel Fisher - 1880 bis 1887: Colonel Routier - 1887 bis 1893: Colonel Lahalle - 1893 bis 1894: Colonel Goudmant - 1894 bis 1898: Colonel Blouet - 1898 bis 1901: Colonel Renaudin - 1901 bis 1906: Colonel Émile Hector Hache - 1906 bis 1907: Colonel Girard - 1907 bis 1908: Colonel Henri Micheler - 1908 bis 1909: Colonel Souchier - 1909 bis 1911: Colonel Dufour - 1911 bis 1914: Colonel Bonfait | - 1914 bis 1915: Colonel Petit - 1915 bis 1916: Colonel Engelhard - 1916 bis 1923: Colonel Reboul - 1936 bis 1937: Colonel Callaudaux - 1937 bis 1938: Colonel Balle-Gourdon - 1938 bis 1940: Colonel Fonlupt - 1945 bis 1945: Colonel Mouzel - 1952 bis 1954: Colonel Gaymard - 1954 bis 1956: Colonel Glisse de la Riviere - 1957 bis 1958: Colonel Randon - 1958 bis 1959: Colonel Pugliesi-Conti - 1959 bis 1961: Colonel Guedin - 1961 bis 1962: Colonel Collinet - 1964 bis 1964: Colonel Mathon - 1964 bis 1966: Colonel Wagner - 1966 bis 1968: Colonel Roidot - 1968 bis 1970: Colonel Parcollet - 1970 bis 1972: Colonel Pascual - 1972 bis 1974: Colonel Delbos - 1974 bis 1976: Colonel Fouquet-Lapar - 1976 bis 1978: Colonel Paravy - 1978 bis 1980: Colonel Henry - 1980 bis 1982: Colonel Pipart - 1982 bis 1984: Colonel Pinatel - 1984 bis 1986: Colonel Sourisseau - 1986 bis 1988: Colonel Patois - 1988 bis 1990: Colonel Breg - 1990 bis 1991: Colonel Diot |

Offiziere in der Zeit von 1804 bis 1815 gefallen oder verwundet:
- Gefallen: 19
- an ihren Verwundungen verstorben: 7
- Verwundet: 89
- Der Regimentskommandeur, der Colonel Rubillon wurde in der Schlacht bei Waterloo am 28. Juni 1815 verwundet

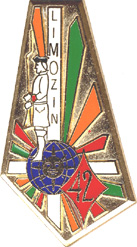
Weiteres Verbandsabzeichen

## Gefechtskalender

### Französisch-Spanischer Krieg
Das Regiment Calvisson machte im Jahre 1635 seinen ersten Feldzug nach Italien. Hier nahm es an der Belagerung von Valenza, der Einnahme von Candia Canavese und von Schloss Sartirane teil.
Am 22. Juni 1636 zeichnete es sich im Gefecht am Passo Buffalora an der Grenze zum Tessin aus.
- 1637: Teilnahme an der Verteidigung von Asti, weiterhin war es an Kämpfen im Lyonnais, so im Gefecht bei Montebaldone, beteiligt.
- 1638: Im März Marsch zur Sicherung von Brema und Verceuil. Im gleichen Jahr ging es in das Eigentum des Marquis de Montpezat über, der es 36 Jahre kommandieren sollte.
- 1639: Teilnahme am Gefecht bei Cencio und Marsch zum Entsatz von Casal Cermelli, Wiedereinnahme von Chiasso. Im Dezember wurden ihm bei Cherasco drei Kompanien des Kardinal Moritz von Savoyen eingegliedert.
- 1640: Im Mai war das Regiment Montpezat erfolgreich am Scharmützel bei Cherasco beteiligt, und begab sich dann zur Belagerung von Turin. Hier machten die Belagerten am 8. September einen überraschenden Ausfall auf die Redoute la Roquette, die vom Regiment Montpezat gehalten wurde. Der Angriff wurde abgeschlagen, drei Offiziere wurden verletzt.
- 1641:In diesem Jahr konnte es sich im Gefecht bei Ivrea, der Belagerung von Chivasso und der Eroberung von Coni auszeichnen. Der Feldzug des Jahres wurde mit einem Angriff auf die Burg Démont beendet.
- 1642: Im November lag es vor dem belagerten Schloss Torlone, das am 25. in dem Moment kapitulierte, als sich das Regiment zusammen mit dem Regiment de Nerestang und dem Regiment de Villandry zum letzten Angriff sammelte. Bei dieser Belagerung waren die Capitaines Thierry, de Robiac, Mimart, Froment, sowie die Lieutenants oder Fähnriche Margarot, Piquet, Lanzelerghes und la Ferrière gefallen, der Lieutenant-colonel Piemarez und eine weitere Anzahl Offizier waren verwundet.
- 1643: Am 8. September zeichnete sich das Regiment bei der Belagerung von Trino aus, bei der es erfolgreich eine Demi-lune angreifen konnte. Der Mestre de camp wurde durch Steinschlag am Knie verwundet, der Major Guilloti und sieben andere Offiziere trugen mehr oder weniger schwere Blessuren davon.
- 1644: Am 11. Juli erfolgte ein Aufmarsch vor dem Château de Sartirane, das unverzüglich kapitulierte. Danach Marsch zur Belagerung von Santia, wo Montpezat einen Ausfall der Besatzung erfolgreich zurückschlagen konnte. Der Capitaine Gauthier wurde dabei durch den Schlag mit einer Partisane getötet.
- 1645: Verlegung zur „Armée de Catalogne“ (Katalanische Armee). Montpezat war mit Auszeichnung an der Belagerung von Balaguer (Lleida) beteiligt. Am 12. August wurde zusammen mit dem Régiment de Champagne ein Entsatzversuch zurückgewiesen. Am Ende des gleichen Monats nach dem Piémont zurückverlegt, folgte die Beteiligung an der Eroberung von Rocca di Vegevano und am 19. Oktober ein Gefecht bei La Mora.
- 1646: Im September zog das Regiment unter dem Maréchal Plessis-Praslin in die Toscana, um hier an den Eroberungen von Piombino und Portolongone auf Elba teilzunehmen. Bei letzterem Unternehmen wurden der Lieutenant-colonel de Robiac, der Major Tremollet und fünf weitere Offiziere verwundet. Im November verlegte die Einheit wieder nach Katalonien, um bei der Belagerung von Lleida eingesetzt zu werden.
- 1647: in Italien. Belagerung von Tortona
- 1648 bis 1649: wieder in Katalonien, danach in Garnison in Casale Monferrato
- 1651: Wegen des Aufstandes der Fronde wurde das Regiment im Januar in die Guyenne verlegt. Hier kämpfte es bis im September 1652 im Feldzug gegen die Aufständischen. Danach Rückkehr nach Piémont. Hier stand es unter dem Kommando des Prince Thomas de Savoie
- 1653: Abkommandiert in das Roussillon mit der Einnahme von Castillon am 4. Juli. Hier blieb das Regiment bis zum September. Danach Abmarsch nach Italien, Kämpfe bei Le Roquette am Tanaro und Eroberung von Carpignano Sesia. Anschließend Winterquartiere in Crescentine.
- 1654: Gefecht am Bormida. Hier wurde der Capitaine de Saint-Germain, Aide de camp des Maréchal Jacques Eléonor Rouxel de Grancey, comte de Grancey, am 10. Oktober tödlich verwundet.
- 1655: In diesem Jahr lag das Regiment inaktiv in seinen Garnisonen im Piémont. Währenddessen hatte der Mestre de camp in Flandern ein anderes Kommando übernommen, bei dem er sich die Ernennung zum Lieutenant-général verdiente.
- 1656: Bei der Belagerung von Valenza schlug es, zusammen mit dem Régiment d’Auvergne, einen Ausfall der Belagerten zurück, während eine spanische Entsatzarmee die Belagerer angriff.
- 1658: Am 5. August eröffnete es, zusammen mit dem Régiment de Normandie die Gräben bei der Belagerung von Mortara (Lombardei)
- 1659: Das Regiment zog über die Alpen und wurde im Languedoc stationiert.
- 1662: Eine Hungersnot in Frankreich führt zu erfolglosen Aufständen. Das Regiment wurde in das Boulonnais (Provinz) verlegt, um die Revolte niederzuschlagen. Der Marquis de Montpezat wurde zum Gouverneur von Arras ernannt, sein Regiment lag bis 1669 als Garnisonstruppe in der Stadt.

### Krieg um Kreta
Zur Unterstützung der Eingeschlossenen in der venezianischen Festung Candia wurde das Regiment am 5. Juni in Toulon eingeschifft und kam am in der Festung an, wo es sich beim großen Ausfall vom 25. Juni auszeichnen konnte. Dabei wurde der Capitaine Tremollet getötet. Im September nach Frankreich zurückgekehrt wurde das Regiment wieder in Arras stationiert, wo es in den beiden ersten Jahren des Holländischen Krieges als Festungsbesatzung eingesetzt war.

### Holländischer Krieg
- 1674:übergab der Marquis de Montpezat aus Altersgründen das Regiment an seinen Sohn der damit zur Feldarmee stieß, wo er sich an der Spitze seiner Grandiere bei der Belagerung des Fort de

Navagne, in der Nähe von Maastricht auszeichnen konnte. Einige Monate später stand die Einheit in der Schlacht bei Seneffe.

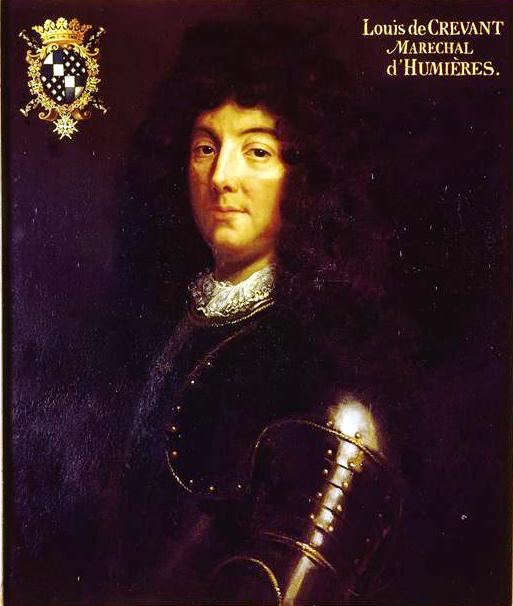
Maréchal d'Humières

- 1675: Ds Régiment de Montpezat zeichnete sich in einem heftigen Gefecht in der Nähe von Weler an der Grenze zum Département Escaut aus.
- 1676: Im April nahm es an der Expedition des Maréchal d’Humières in das Waasland teil. Hier verlor es den Lieutenant-colonel de Robiac bei einem Gefecht am Kanal von Brügge. Es folgte ein Scharmützel bei der Brücke von Locker und die Verfolgung der Spanier, die erst unter den Kanonen von Termonde endete. Einige Tage später stieß es zur Armee des Königs und war mit seinem neuen Lieutenant-colonel, dem Monsieur de Villevieille an der Besetzung der Condé beteiligt. Hier konnte sich der Monsieur de Villevielle so auszeichnen, dass er anschließend zum Brigadier des armées du roi befördert wurde.

Im folgenden Jahr konnte sich das Regiment bei den Belagerungen von Bouchain und Aire auszeichnen. Danach nahm es an den Kämpfen an der Maas teil und zog in Charleroi und Stenay ein.
- 1678: an den Belagerungen von Gent und Ypern, sowie an der Schlacht bei Saint-Denis (1678) beteiligt. Nach dem Frieden von Nimwegen kehrte es nach Arras zurück.

### Reunionskrieg
- 1684: Das Regiment wurde zur Deckung der Truppen bei der Belagerung von Luxemburg eingesetzt.

Der Colonel de Montpezat, der sich statt bei seinem Regiment bei den Belagerern aufhielt, wurde am 23. März von einer Musketenkugel tödlich getroffen. Daraufhin wurde das Regiment vom König eingezogen und erhielt am 15. Juni den Namen „Régiment de Limousin“ (nach der Provinz Limousin), einen Namen, den es bis zum 1. Januar 1791 behalten sollte.

### Pfälzischer Erbfolgekrieg
- 1688: Das Regiment war bei der Belagerung von Philippsburg eingesetzt. Hier zeichnete es sich am 27. Oktober beim Angriff und der Einnahme von zwei mit Palisaden geschützten Abschnitten aus. Danach erfolgte die Teilnahme an den Belagerungen von Mannheim und Frankenthal.
- 1689: Bei der Armee des Maréchal de Duras
- 1690: Bei der Moselarmee. Im Mai stieß es zur Armee des Maréchal de Luxembourg und nahm an der Schlacht bei Fleurus teil.
- 1681: Mit zwei Bataillonen wurde das Regiment in das Piémont verlegt und war an der Unterwerfung der Städte und Burgen Villefranche-sur-Mer, Montauban, Sant’ Ospizio, Nizza, Veillane und Carmagnola, eingesetzt. Bei der Belagerung von Montmélian wurden zwei Capitaines getötet.
- 1692: Zurück in Flandern wurde das Regiment nach einer Besichtigung in den Operationen der Belagerung von Namur, der Schlacht bei Steenkerke und der Beschießung von Charleroi eingesetzt.
- 1693: Verlegung zur Rheinarmee, wo es in der Schlachtordnung am äußersten linken Flügel der zweiten Linie eingeteilt war.
- 1694: Verlegung in das Piémont, wo das Regiment im November ankam. Bis 1697 war Pignerol als Garnison zugewiesen. Dann bis zum Vertrag von Turin bei der Belagerung von Valenza eingeteilt
- 1697: Nach Frankreich zurückkommandiert wurde das Regiment im Feldzug an der Maas unter dem Maréchal Boufflers eingesetzt.

### Spanischer Erbfolgekrieg
- 1701: Einsatz in Italien in der Schlacht bei Carpi und der Schlacht bei Chiari. Bei Chiari wurde der Colonel Meilliy, comte de Bouligneux verwundet. Danach zur Belagerung von Mantua eingeteilt, konnte sich das Regiment mehrmals auszeichnen.
- 1702: Im Februar verlor es seinen Lieutenant-colonel während eines Ausfalls der Belagerten. Am 25. Mai zog „Limousin“ von Mantua ab, stieß wieder zur Feldarmee und kämpfte bei Santa Vittoria d’Alba und in der Schlacht bei Luzzara
- 1703: Zusammen mit dem Régiment de Normandie stand es bei der Blockade von Bersello und kam am 10. Mai zur Armee des Maréchal Vedôme, mit der es nach Tirol zog.
- 1704/1705: Nachdem das Regiment den Winter in der Markgrafschaft Montferrat verbracht hatte, wurde es in den beiden folgenden Jahren bei den Belagerungen von Vercelli, Ivrea und Verrue eingesetzt. Am 19. April 1705 öffnete es die Gräben vor[3] La Mirandole, am 31. Mai kämpfte der größte Teil des Regiments bei Muscoline. Die beiden Grenadierkompanien bewachten die Brücke bei Chiesa. Nach der Schlacht bei Cassano Magnago am 16. August war es für das restliche Jahr ohne Einsatz und verbrachte den Winter in Carpenedole.

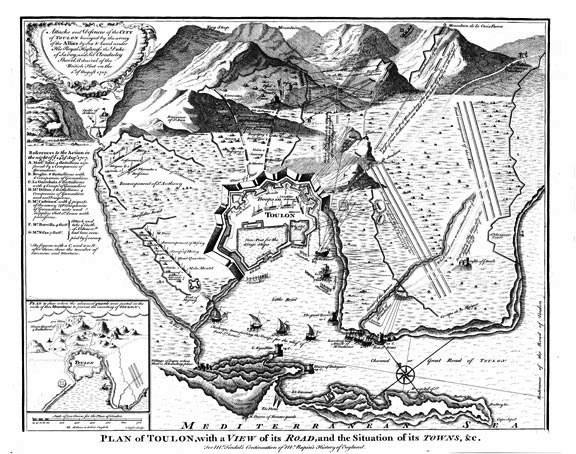
Belagerung von Toulon 1707

- 1706: Am 19. April erhielten bei Calcinato die beiden Bataillone des Regiments den Befehl einer feindlichen Kolonne in die Flanke zu fallen, die gegen das französische Zentrum vorging.

Danach zog es zur Armee, die Turin belagerte und gehörte mit dieser zu den Verlieren der Schlacht von Turin. Zwei Tage später, in der Schlacht bei Castiglione war ein Teil des Regiments unter dem Befehl des Comte de Grancey eingesetzt. Danach zog das Regiment über die Alpen und wurde in der Provence stationiert.
- 1707: Teilnahme an der Verteidigung während der Belagerung von Toulon. Zusammen mit dem Régiment de La Sarre konnte es am 15. August den Gegner aus der Position bei Croix-Faron vertreiben.
- 1708: Das Regiment diente in der Maurienne und war an der Belagerung von Cesana Torinese beteiligt.
- 1709 bis 1712: Teilnahme an der Schlacht bei Malplaquet und Dienst an dieser Front bis zum 28. Juni 1711. Zur Armee am Rhein abkommandiert kehrte es bereits Anfang 1712 zurück, kämpfte in der Schlacht bei Denain und bei der Einnahme von Douai, Le Quesnoy und Bouchain
- 1713: Teilnahme an den Belagerungen von Landau und Freiburg im Breisgau. Danach in Garnison in Freiburg

### Krieg der Quadrupelallianz
Das Regiment war im Feldzug des Jahres 1719 gegen Spanien eingesetzt. Belagerungen von Fontarabie und San Sebastian. Dann bis zum Ende des Jahres zur Aufklärung an der Grenze zu Navarra verblieben.

### Polnischer Thronfolgekrieg
- 1733: Teilnahme an der Besetzung von Lothringen
- 1734: Gefecht bei Ettlingen und Belagerung von Philippsburg, bei der der Capitaine der Grenadiere, Dubourg, von einer Kanonenkugel getötet wurde.
- 1735: Gefecht bei Klausen und die Rückkehr nach Frankreich mit Garnison in Gravelines

### Österreichischer Erbfolgekrieg
- 1741: wurde das Regiment der „Armée de Westphalie“ (Armee in Westfalen) zugeteilt, verließ am 28. August mit der 1. Division das Feldlager bei Sedan und marschierte an den Rhein. Es verbrachte den Winter in Düsseldorf, wo es bis zum August 1742 verblieb.
- 1742: Das Regiment zog nach Böhmen, wo es an der Einnahme von Eger teilnahm. Im November stand es in Stadtamhof, wo es dazu eingeteilt war, den Marsch der Nachschubkolonnen von Maréchal Victor-François de Broglie zu schützen. Von dieser Aufgabe wurde es abgezogen, um während des gesamten Winters die Donauübergänge zwischen Donaustauf und Straubing zu sichern. In dieser Zeit wurde das Regiment durch Krankheit und Not auf 350 Mann reduziert.
- 1743: Anfang April wurde in Amberg die sogenannte „Brigade Limousin“ errichtet, bestehen aus den Resten von „Limousin“ und je einem Bataillon des Régiment de Bourgogne, des Régiment de Medoc und des Régiment de Ponthieu. Sie stand unter dem Kommando von M. de La Clavière. Am 15. April verlegte sie nach Eger, um die dortige Garnison zu verstärken. Am 4. Juni erschien der österreichische Graf Kolowrat vor Eger und begann unverzüglich die Stadt zu belagern. Während der nächsten zwei Monate schwärmten die Husaren und Panduren umher und verhinderten jegliche Kommunikation nach außen. Am 9. August forderten die Belagerer den Festungskommandanten, den M.d'Héronville zur Übergabe auf. Die Garnison, allein gelassen mitten in Deutschland 300 Lieus von Frankreich entfernt, verlangten eine ehrenvolle Kapitulation, die Österreicher dagegen bestanden darauf, dass die Franzosen Waffen und Fahnen niederlegten. Darauf gingen diese jedoch nicht ein, und Kolowrat setzte die Belagerung fort.

Die Eingeschlossenen feierten am 25. August mit einer pompösen Messe und großem Aufwand den Tag des Königs. Dazu mussten die letzten Pferde geschlachtet werden.
Die Österreicher waren von soviel Standhaftigkeit beeindruckt, lockerten die Umklammerung und ließen es zu, dass die hungernden Soldaten bis zu dreißig Schritte vor ihren Linien das Getreide schnitten. Die Panduren unternahmen auch nichts dagegen, dass Kartoffeln gelesen wurden. Am 7. September jedoch zwang der Hunger die Belagerten zur Aufgabe. Die Soldaten gingen in Gefangenschaft, die Offiziere wurden auf Ehrenwort in die Heimat entlassen.
- 1745: wurde das Regiment neu aufgestellt.
- 1746: Der Armee in Flandern zugewiesen. Es wurde im Januar bei der Belagerung von Brüssel, dann bei Namur, sowie in der Schlacht bei Roucoux eingesetzt.
- 1747: blieb es bis Mai bei der Hauptarmee in Flandern, zog dann in das Feldlager nach Mechelen, wo es bis zum 1. Juni blieb. Danach Verlegung nach Holländisch-Flandern mit mehrfachem Aufenthalt in Antwerpen. Von hier aus Kommandierung zur Belagerungsarmee von Ulrich von Löwendal vor Bergen op Zoom. In der Belagerung von Bergen-op-Zoom zeichnete sich das 1. Bataillon beim großen Angriff am 16. September durch einen Angriff auf eine Bastion aus. Das Regiment verließ die Festung einen Tag nach der Kapitulation und ging in das Feldlager von Kapellen.
- 1748: Beteiligung an der Belagerung von Maastricht.

- 1754: Im Feldlager von Sarrelouis und 1756 Verlegung nach Cherbourg.

### Siebenjähriger Krieg
- 1757 bis 1760: In den ersten vier Feldzügen stand das Regiment noch in der Normandie.
- 1761 und 1762: Feldzüge in Deutschland. Am 16. Juli 1761 zeichnete es sich, zusammen mit dem Régiment de Piémont im Gefecht bei Scheidingen aus.

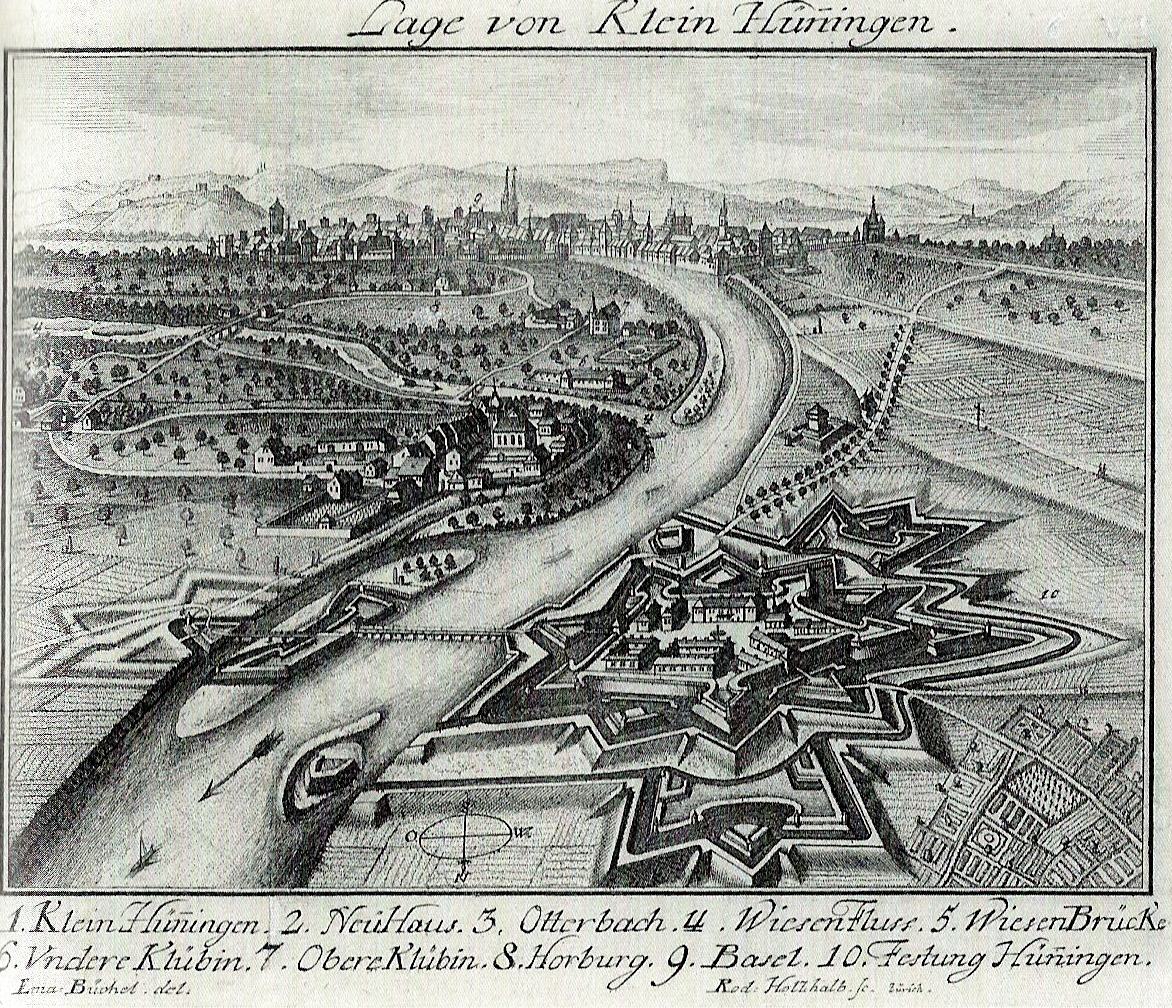
Festung Hüningen, Garnison von 1764 bis 1766

### Friedenszeit
Nach dem Friedensschluss im Februar 1763 wurde das Regiment in Douai stationiert und wechselte im Mai des gleichen Jahres nach Condé, im April erst nach Avesnes dann nach Landrecies, im November 1764 in die Festung Hüningen, im September 1766 nach Straßburg, im August 1767 nach Landau, im Juli 1769 in das Feldlager Verberie. Von dort wurde es nach Le Havre kommandiert, wo das 2. Bataillon am 22. September 1769 nach Martinique eingeschifft wurde. Das 1. Bataillon blieb zurück und war bis Januar 1771 in Dinan stationiert.
Am 11. Dezember 1771 kam das 2. Bataillon nach Le Havre zurück. Das wiedervereinigte Regiment kam dann im Mai nach Verdun in Garnison. Im September 1773 verlegte es nach Longwy, im Oktober 1774 nach Metz und im November 1778 nach Thionville.
In den Jahren 1779 wurde es zur Bewachung der Küste der unteren Normandie eingesetzt und dabei auf die Städte Avranches, Mortain, Cancale, Granville, Coutances, Honfleur und Pont-Audemer verteilt.
Im November 1780 in Brest wieder zusammengeführt, traf es im Oktober 1781 in Saint-Omer und in Béthune ein. Im Oktober 1782 wurde es nach Dünkirchen und im April 1783 nach Toulon verlegt. Dort angekommen wurde das Regiment auf Schiffe verladen und nach Korsika transportiert, wo es am 1. Mai in Ajaccio eintraf. Hier blieb es bis zum Dezember 1792.

### Revolutionskriege und Kriege des Ersten Kaiserreichs
1792 erfolgte die Einschiffung auf einer Flotte unter dem Admiral Turguet, die eine Landung aus Sardinien unternehmen sollte. Sturm uns schlechtes Wetter verhinderten das Unternehmen und das nunmehrige „42e regiment d'infanterie de ligne“ kehrte im März 1793 nach Ajaccio zurück.
Danach zur Armée des Alpes versetzt wurde der Regimentsverband 1794 im Zuge der „Ersten Zusammenlegung“ in die „84e demi-brigade de bataille“ am 2. Januar und in die „83e demi-brigade de bataille“ am 29. Juli umgewandelt.
Erst 1803 wurde aus der „42e demi brigade d’infanterie de ligne“ wieder ein „42e régiment d’infanterie de ligne“ gebildet.
Von 1805 bis 1809 gehörte es zum 3. Corps und zum 8. Korps und nahm an den Kämpfen in Deutschland uns Spanien teil.
- 1791: auf Sardinien

Zwischen 1794 und 1803 gab es kein Regiment mit der Nummer 42
- 1803–1807: Feldzug in Italien

1806: in Maida und Reggio
1807: in Bologna und Verona
- 1809: Schlacht an der Raab und Schlacht bei Wagram
- 1810: in Vic
- 1811: Belagerungen von Tarragona, Lleida und Mataró
- 1812: Russlandfeldzug 1812
- 1813: Belagerungen von Tarvis und Caldiero, Schlacht bei Bautzen, Gefecht bei Lukau, Schlacht bei Großbeeren, und Schlacht bei Dennewitz – mit dem 1. Korps in Stettin
- 1814: in Monzambano, Taro, und Jacca. Nach dem Ende der Napoleonischen Armee geriet das Regiment in Landrecies in Gefangenschaft
- 1815: Bonneville (Haute-Savoie) und Schlacht bei Nantua

### 1815 bis 1852
- 1828–1833: Teilnahme an einer Expedition nach dem Peloponnes zur Unterstützung der Aufständischen während des Griechischen Unabhängigkeitskrieges. Belagerung der Festung Morée.
- 1830: Mit Anordnung vom 18. September wurde ein 4. Bataillon aufgestellt. Das Regiment hatte jetzt eine Stärke von 3000 Mann.s[6].
- 1832: Verlegung nach Paris. Unterdrückung des Aufstandes am 5. und 6. Juni.
- 1840, Prinz Louis-Napoléon, landete in Boulogne-sur-Mer, und versuchte, erfolglos, das Regiment in seinen Staatsstreich hineinzuziehen.[7] Das Regiment hatte durch seine Weigerung Napoleon zu folgen, dessen Putschversuch vereitelt.

- 1854 bis 1855: Teilnahme am Krimkrieg
- Per Decret vom 2. Mai 1859 musste das Regiment eine Kompanie zur Aufstellung des 102e régiment d'infanterie de ligne abgeben.
- 1863: Einsatz in Algerien
- 1867: Garnison in Rom

### Deutsch-Französischer Krieg
Gefecht bei Poix
Verteidigung von Paris
zwei Kompanien de Regiments wurden zur Aufstellung des „44e régiment de marche“ (44. Marschregiment) abgestellt. Mit diesem nahmen sie an den Gefechten bei Chilleurs, Ladon, Boiscommun, Neuville-aux-Bois und Maizières im Département Loiret teil
Weiterhin an der Schlacht bei Champigny (29. November bis 3. Dezember 1870), am Gefecht bei Coeuilly
und an der Schlacht bei Villersexel (9. Januar 1871)
Während der Niederschlagung der Pariser Kommune gehörte das Regiment unter dem Kommando Colonel Avril de Lenclos dann zu den Truppen der „Armée versaillaise“, die am Blutsonntag beteiligt waren.
Zusammen mit dem 35e régiment d’infanterie (Colonel de la Mariouse) bildete es die 2. Brigade von Général Guilhem. Mit drei Batterien 4pfünder Geschütze und einer Pionierkompanie stellten sie die 3. Division von Général de division Blanchard.

### Erster Weltkrieg
Bei Ausbruch des Krieges war das Regiment in Belfort stationiert. Es gehörte zur 28. Infanteriebrigade der 14. Infanteriedivision im 7. Armeecorps. Ab Mai 1917 gehörte es zur 41. Infanteriedivision
- 1914

19. August: Gefecht bei Dornbach
29. August: Kämpfe bei Proyart
6. September: Angriffskämpfe an der Aisne.
12. November: Stellungskämpfe auf dem Plateau von Nouvron.
25. Dezember: Angriff auf die deutschen Stellungen im Wald von Saint-Mard (bei Tracy le Val)
- 1915

12. Januar: Stellungskämpfe bei Soissons.
Januar bis Mai: Stellungskämpfe im Sektor von Vingré
6. Juni: in Stellung bei Quennevières.
August: Stellungskämpfe in der Champagne.
25. September bis 6. Oktober: Teilnahme an der Herbstschlacht in der Champagne
- 1916

ab 17. Februar: Schlacht um Verdun.
Juni bis Juli: Ruhestellung in den Vogesen
Juli: Sommeschlacht, Einsatz bei Cléry-sur-Somme und Maurepas (Somme).
- 1917

Februar bis März: Stellungskämpfe bei Berry-au-Bac und Loivre
16. bis 17. April: Einsatz am Chemin des Dames (Schlacht an der Aisne (1917))
Juni: Stellungskämpfe bei Brimont.
September: Stellungskämpfe bei Chalons-sur-Marne.
Ab 15. Oktober: Angriffskämpfe bei Verdun
- 1918

Januar bis April: Stellungskämpfe bei Valhey und Bauzemont
20. Mai: Locre
11. Juli: bei Senlis.
26. August: Soissons
16. September: Chemin des Dames
22. September: in Saint-Omer.
18. Oktober: in Beveren.

### Zwischenkriegszeit
1923 wurde das Regiment aufgelöst.
Die Wiederaufstellung erfolgte 1936 in Neu-Breisach als „42e régiment d'infanterie de forteresse“, (42. Festungsinfanterieregiment), genannt: « Régiment de Neuf-Brisach ».

### Zweiter Weltkrieg
Am 24. August 1939 wurde das Regiment von der Région Militaire, Centre Mobilisateur d'infanterie 71-74; réserve A RIF type Bas-Rhin in den Kriegszustand versetzt und der 104. Festungsinfanteriedivision zugeteilt. Nach dem Waffenstillstand von 1940 wurde es aufgelöst, 1945 wieder aufgestellt und im gleichen Jahr wieder aufgelöst.

## Nachkriegszeit

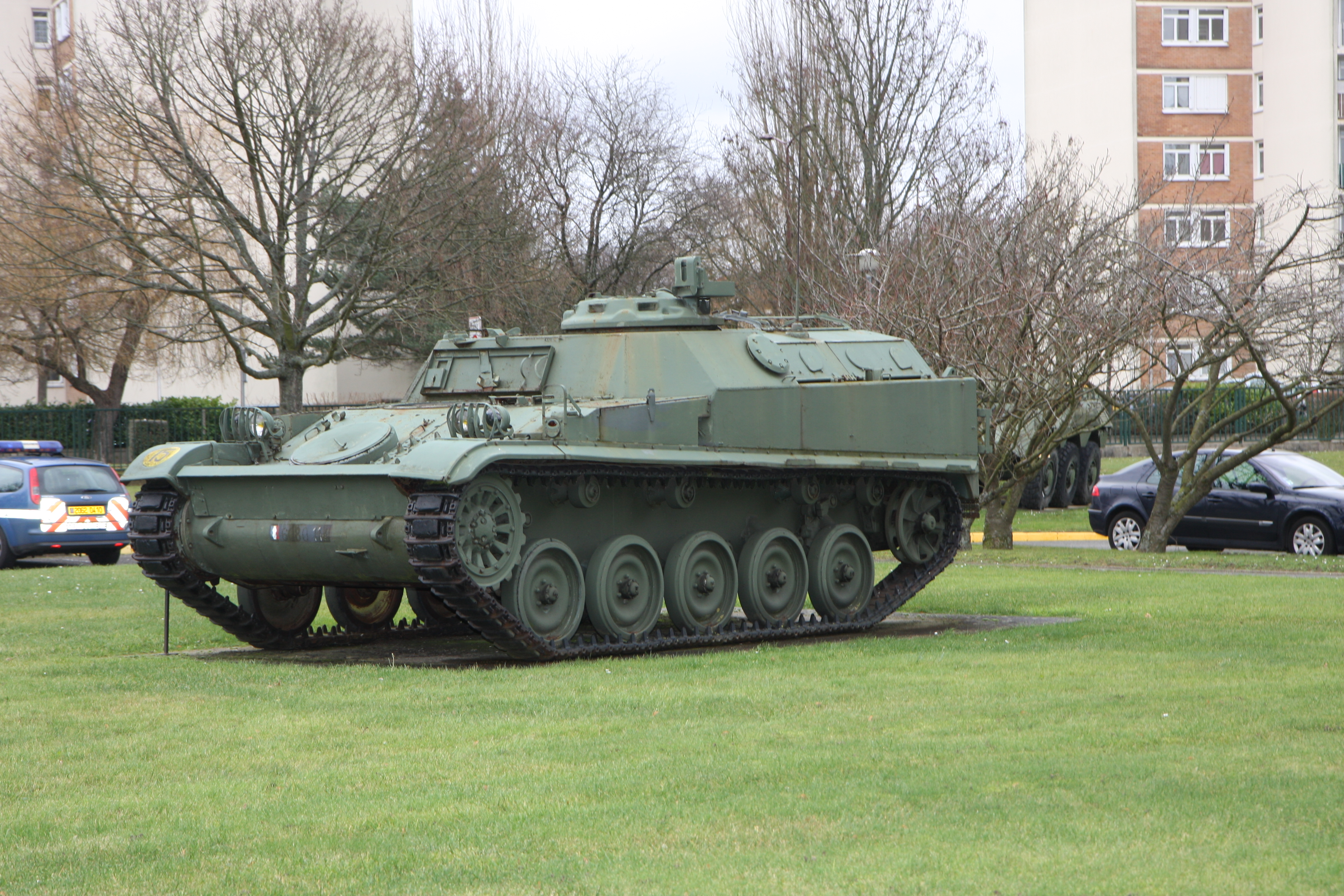
AMX 13 VCI

Im Jahre 1952 wurde die Einheit zunächst als „42e bataillon d'infanterie“ wieder aufgestellt.
Von 1956 bis 1960 lag es im „Quartier Maugean“ in Konstanz in Garnison. Im Februar 1960 wurde es nach Radolfzell verlegt, wo es bis 1968 blieb. Hier bestand die Einheit aus drei Kampfkompanien, einer Ausbildungsgruppe, einer Stabs- und Versorgungskompanie und einer Aufklärungskompanie (diese war in Friedrichshafen stationiert); zusammen 1200 Offiziere, Unteroffiziere und Mannschaften. Im Juli 1968 erfolgte die Verlegung nach Wittlich, wo es als eine der ersten Einheiten mit dem Schützenpanzer AMX-VCI ausgerüstet wurde. Es gehörte zur 3. Infanteriedivision, 13. Mechanisierte Brigade. Diese Brigade bestand außerdem noch aus dem „8e groupement de chasseurs mécanisé“ (vormals „8e bataillon de chasseurs à pied“). Die Regimenter waren in den 1980er Jahren mit vier Kampfkompanien ausgestattet – zwei als Panzerjägerkompanien mit dem AMX 13 und zwei mit dem AMX VTT. Das Regiment wechselte zur 3. Panzerdivision.
1980 bestanden die 1. und die 2. Kompanie aus je zwei Zügen mit je drei Panzern AMX13 (mit 90-mm-Kanone) und einem Lkw Unimog 404, sowie einem Zug mit drei Panzern AMX 13 (mit 75-mm-Kanone und vier Panzerabwehrlenkraketen SS 11).
In dieser Zeit befand sich das Regiment auf dem Truppenübungsplatz von Canjuers, wo es vom Staatspräsidenten Valéry Giscard d’Estaing und Bundeskanzler Helmut Schmidt besucht wurde.
Im Jahre 1986 meuterte der 3. Zug der 4. Kompanie gegen den Zugführer, Lieutenant De Gorguette wegen ständiger excessiver Schikanen. Der Zug fiel am Abend des gleichen Tages durch alkoholbedingte Randale in deutschen Gaststätten auf.
Beim Fall der Mauer 1989 war das Regiment unter dem Kommando von Colonel Breg in Berlin stationiert. Hier wurde es auch 1991 aufgelöst. Die Kaserne, das Offizierskasino und die sonstigen dazugehörenden Liegenschaften wurden an die deutschen Behörden übergeben.

## Regimentsfahne
Auf der Rückseite der Regimentsfahne sind (seit Napoleonischer Zeit) in goldenen Lettern die Feldzüge und Schlachten aufgeführt, an denen das Regiment ruhmvoll teilgenommen hat.

## Auszeichnungen
Das Fahnenband des Regiments ist mit dem Croix de guerre 1914–1918 dekoriert. Wegen der viermaligen lobenden Erwähnungen im Armeebericht wird an der Fahne, ebenso wie von den Angehörigen des Regiment die Fourragère der Médaille militaire geführt. (Verliehen am 10. Dezember 1918.)

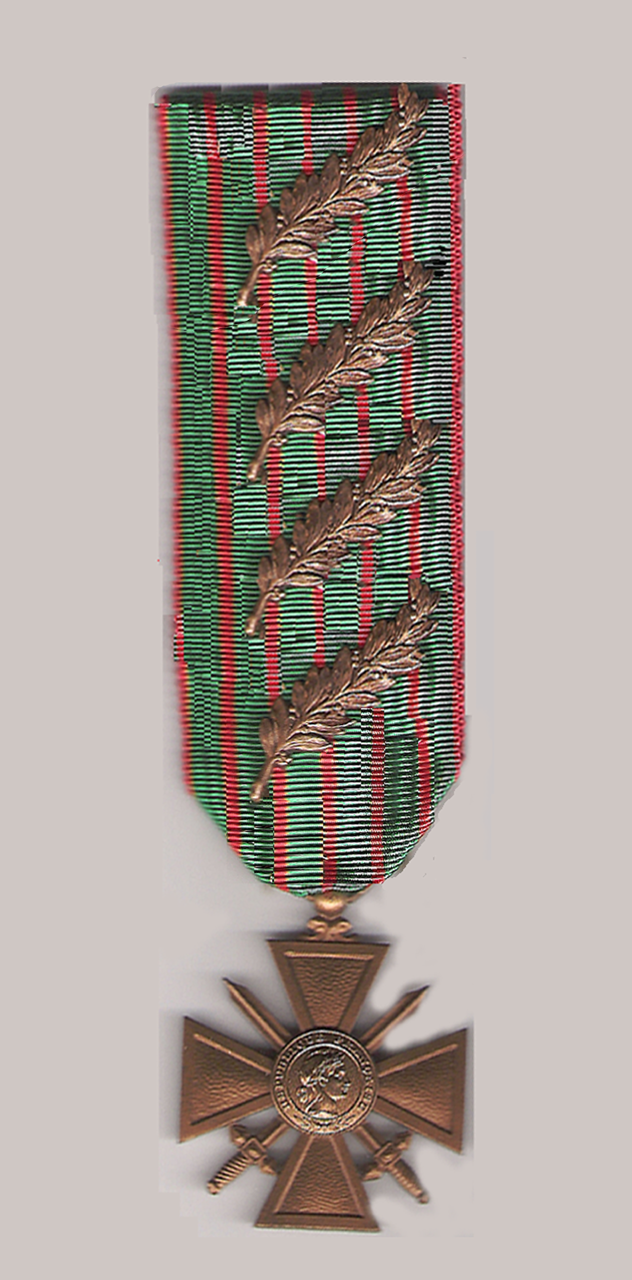
Croix de guerre mit vier Palmenzweigen
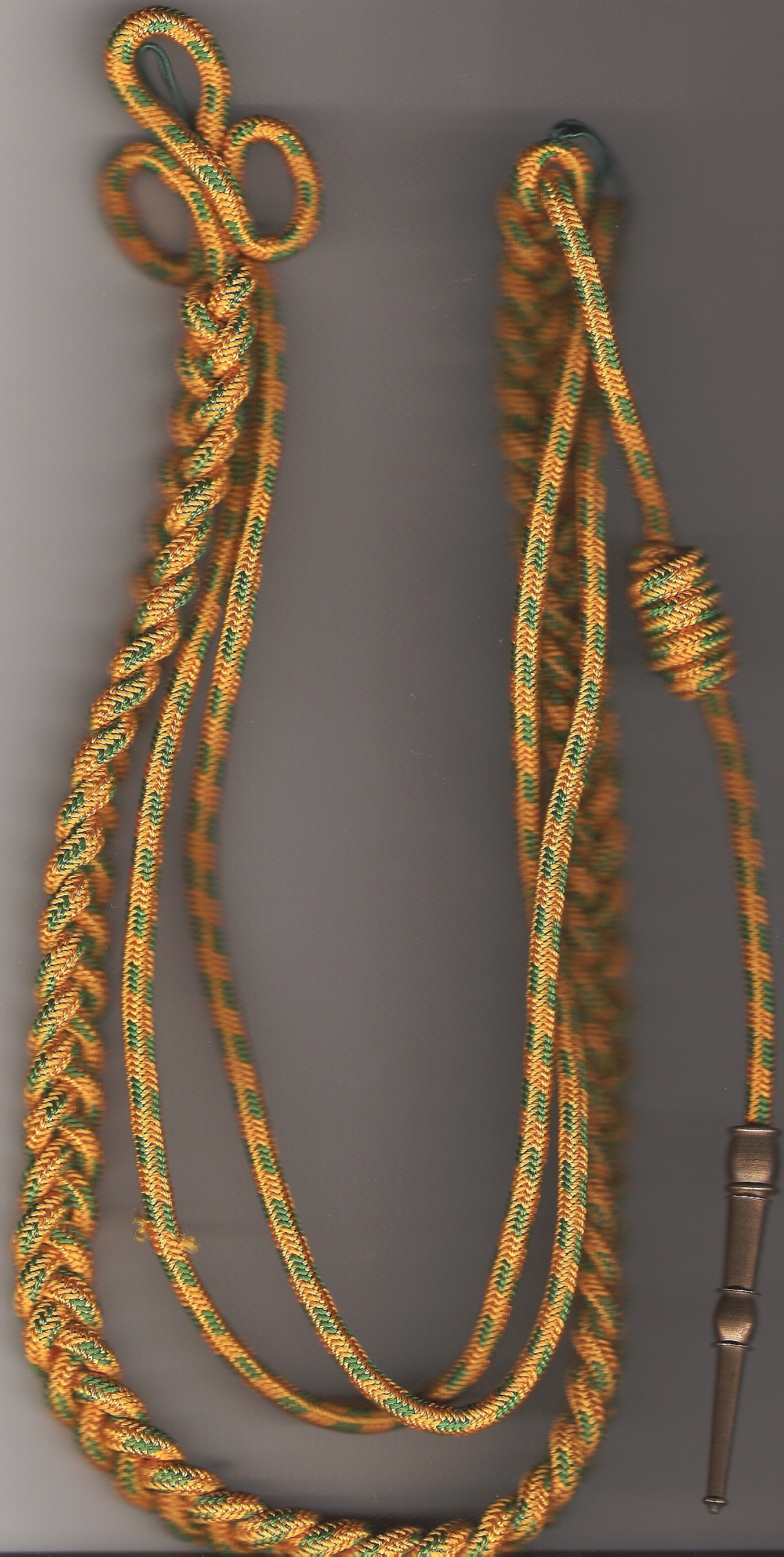
Fourragère in den Farben der Médaille militaire
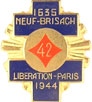
Befreiungsmedaille Paris 1944